# 今井真由美
今井 真由美（いまい まゆみ）は、神奈川県出身のAV女優。生年月日は非公開であるが、AVデビュー時の年齢は37歳。誕生日は自身のツイッターによれば11月30日。

## 略歴・人物
2016年1月、SODクリエイトのレーベル「本物人妻」から専属女優としてAVデビュー。デビュー時は、37歳で結婚12年目の二児の母とされた。
同年6月から10月まではマドンナの専属女優。

## 出演作品

### アダルトDVD
2016年
- 一点の曇りもなく凛として美しい人妻 今井 真由美 37歳 AV Debut（1月21日、SODクリエイト）
- 一点の曇りもなく凛として美しい人妻 今井 真由美 37歳 第2章 ドキドキが興奮をたかめる… もう普通の生活には戻れないかもしれない… 家中が水浸しになるまで何度も何度もイカされはしたない汁を撒き散らす 旦那のいない自宅に見ず知らずの年上男をあげて即性交4SEX（2月18日、SODクリエイト）
- 一点の曇りもなく凛として美しい人妻 今井 真由美 37歳 第3章 旦那が仕事から帰るまでの9時間ずーっと気持ち良くなっていたい 自宅の庭、車、ホテルでスケベ汁を噴き漏らしながら旦那を忘れて人生で一番たくさん絶頂した日（3月17日、SODクリエイト）
- 一点の曇りもなく凛として美しい人妻 今井 真由美 37歳 第4章 初めての真正中出し撮影で計17発もの精子が子宮に塗り込まれる生膣射精を楽しんだ（4月21日、SODクリエイト）
- 一点の曇りもなく凛として美しい人妻 今井 真由美 37歳 最終章 肉欲と共にこれからを探す中出し不倫旅行 せめて最後のときめきを（5月26日、SODクリエイト）
- マドンナ専属移籍第1弾!! 嫁の母（6月25日、マドンナ）共演:小田エリナ
- 罪悪感を抱く隙も与えられず、夫の部下に犯されて…。（7月25日、マドンナ）
- 夫の上司に犯され続けて7日目、私は理性を失った…。（8月25日、マドンナ）
- 偶然の密室 女教師と生徒（9月25日、マドンナ）
- 夫よりも義父を愛して…。（10月25日、マドンナ）
- 熟逆3Pトランス（11月1日、痴女ヘブン）共演:通野未帆
- 生本番一発着床! 素朴なくせしてくっそエロい! 涎だらだらマ○コぐちょぐちょピストンバイブで合計39回イキまくる上品清楚ビッチ妻… 真由美37歳（11月1日、ヴィーナス）
- 台本無しの汗だくノーカットSEXとぶっかけ性交（11月1日、TEPPAN）
- 憧れのスチュワーデスと性交（11月4日、ドリームチケット）
- ガチLOVE不倫デート（11月13日、セレブの友）
- 私、実は夫の上司に犯され続けてます…（11月19日、溜池ゴロー）
- 隣人は不貞妻 2（12月13日、セレブの友）
- 義母娘 接吻レズ調教 〜姑に絡みついて離れない美嫁のヘビ舌〜（12月13日、ビビアン）共演:あおいれな
- 母の親友（12月19日、ヴィーナス）
- 人妻OLの誘惑 潮吹きオフィス（12月23日、人妻花園劇場）
- 近所の団地妻に勃起薬を飲まされて、いきなりしゃぶられて発射させられて、中出しで筆おろしまでされてしまった僕。 4（12月27日（レンタル）/2017年1月1日（セル）、LEO）共演:とみの伊織

2017年
- SOD人妻レーベル史上最も人気のあった美しすぎる本物人妻2名 佐々木あき×今井真由美 プレミアム交流会（1月6日、SODクリエイト）共演:佐々木あき
- 欲求不満なんです… セックスレスの人妻と1泊2日浮気旅行（1月9日、Be Free）
- 今井真由美がアナタのセンズリ完全サポート!（1月13日、セレブの友）
- 僕の知らない妻を見たくて… 27（1月20日、DOC）※「まゆみ」名義
- 寝取り母 5 実は計画的に娘のダンナを寝取りたい母は、朝からオ●ンコが濡れまくりで2回も下着を取り替える始末。そしていざ決戦の日。今日はとっておきの香水たっぷり振りかけて、娘婿を誘惑しますっ!!（1月31日（レンタル）/2月10日（セル）、LEO）他出演:横山みれい、とみの伊織
- 母子姦 恋人より息子の求愛で満たされてしまう母（2月2日、グローリークエスト）
- 美人すぎる人妻・寝取られ志願  『今から貴方以外の男に中出しされます。』（2月3日、h.m.p）
- SODロマンス×フランス書院 原作 神瀬知巳 かわいい未亡人 〜バレンタインデーは兄嫁と一晩中〜（2月16日、SODクリエイト）共演:若槻みづな
- 美熟女AV女優が出会い系サイトを使って童貞探し わたし達が初めての人になってあげる!（2月25日、溜池ゴロー）共演:三浦恵理子
- 禁欲10日目の媚薬 4（2月25日、セレブの友）
- ラッキーな胸チラを発見し、気づかれないように見てたけど、やっぱりバレてた?! 4 〜不動産屋編〜（2月28日（レンタル）/3月10日（セル）、LEO）他出演:日比乃さとみ、峰岸まなみ
- お仕事中のお姉さんは職場で制服のままM男の乳首をイジるのがお好き♥ VOL.04（3月3日、ドリームチケット）他出演:柳あきら、河合くるみ、小西みか、坂本すみれ、かなで自由、市原由芽
- 信頼で結ばれた女上司と部下の恥ずかしい挑戦! 優しい先輩は奥手な童貞部下をSEX指導で一人前の男にできるのか!? 若い!デカい!固い!チ●ポでかよわい女の顔になった上司に、超絶倫部下は出しても出しても金玉パンパン! そのまま何度も何度も生中SEX合計12発!!（3月10日、S級素人）他出演:桜咲姫莉、雨音わかな ほか
- 丸ごと! 今井真由美8時間 〜本格ドラマで他人棒に堕ちた真由美 全12本番〜（3月13日、マドンナ）※総集編
- イチャLOVEレズビアンデート 2（3月13日、セレブの友）共演:波多野結衣
- ガチナンパ! 素人さんにお願いしまくって生パン見せてもらった後に素股までさせてもらっちゃいました。 PART.34（3月15日、ピーターズ）他出演:咲坂花恋 ほか
- 憧れていた同級生の母と…（3月19日、ABC）
- 旦那が留守中に不審者に犯される人妻、娘も犯され処女喪失（3月24日、青空ソフト）共演:雫みあ　他出演:二階堂ゆり、葉山めい
- どうしてそうなった! クラスのアイドルだった憧れのあの子と乱交中出し同窓会ビデオ（3月25日、AVS Collector's）
- 寝取らせ… 俺(短小早漏)の妻が13年ぶりのデカマラ他人棒で淫らな女に（4月7日、テクノブレイク）
- そして服従させられた僕の母（4月19日、ABC）
- 早漏お姉さんと中年親父の孕ませ中出しSEX（4月25日、プレミアム）
- M覚醒 8（4月25日、セレブの友）
- ラッキーな尻チラを発見し、気づかれないように見てたけど、やっぱりバレてた?! 〜働くおねえさん編〜（4月28日（レンタル）/5月1日（セル）、LEO）他出演:佐々木あき、中森いつき
- わたし今、息子に痴漢をされています。（5月1日、MOODYZ）
- ワタシ、息子のペットになりました…（5月1日、MARX）
- 母子交尾 【志保の湯路】（5月7日、ルビー）
- 憧れの女上司と地方出張現地泊。なぜか相部屋、→そして中出し（5月13日、AVS Collector's）
- デカチンで私を無限孕ませして下さい。（5月19日、ドグマ）
- 浪人生の僕は父の弟である叔父夫婦の家に居候して肩身の狭い思いをしていたが、多忙な叔父のせいで欲求不満の叔母は僕がAVマニアだと知ると部屋にやってきて「スケベなの見せてよ」となんとAV鑑賞!マ○コをびっちょり濡らして僕に飛び乗ってきた… （5月19日、ヴィーナス）
- チ○ポ狂いの生ハメ中出し3SEX（5月25日、セレブの友）共演:波多野結衣
- 僕のねとられ話しを聞いてほしい 俺の後輩で7コ下のパチプロ君に寝盗られた妻（5月25日、JET映像）
- 息子を愛しすぎた母の近親相姦性交映像（5月26日、青空ソフト）他出演:加納綾子、二階堂ゆり
- 熟シャッ!! 熟女を溺愛するカタチ（6月2日、ワープエンタテインメント）
- 寝取られた妻を見て勃起する発情夫（6月8日、センタービレッジ）
- お義母さん、にょっ女房よりずっといいよ…（6月22日、タカラ映像）
- まんチラ誘惑 同級生のママ（6月25日、溜池ゴロー）
- 人妻の浮気心（7月1日、エマニエル）
- 時間無制限!発射無制限! M男専用 超高級中出し淫語ソープ（7月7日、痴女ヘブン）
- 寝取られた俺の妻 ヤリすぎ介護性交（7月25日、グローバルメディアエンタテインメント）
- 夫の親友と濃厚ファック 〜借金のカタに妻を寝取らせた夫〜（7月25日、ながえスタイル）
- 熟女レズ 偽装結婚と一人旅（8月7日、ルビー）共演:一条綺美香
- 照明革命「シャイニングホワイト」 女優が一番エロく見えるライティングと一番エロいアングルで撮影する次世代AV（9月1日、Rookie）共演:桐嶋りの　※AV OPEN 2017 フェチ部門エントリー作品
- 鉄板complete 今井真由美 BEST 上品に嗜むオトナの下品な汗だく性交（9月1日、TEPPAN）※総集編
- 今井真由美まるごと完全収録1155分BEST（10月25日、セレブの友）※女優ベスト

### イメージDVD
- Mayumi 妄想人妻の麗しき裸体（2017年1月19日、REbecca）